# سازمان جوانان اسپرانتودان ایران
سازمان جوانان اسپرانتیست ایران (به اسپرانتو: Irana Esperantista Junulara Organizo) (به اختصار IREJO) نخستین گروه اسپرانتویی در ایران می‌باشد که بطور گسترده در جهان اسپرانتو مطرح شد. این نهاد، هسته اولیه تشکیل انجمن اسپرانتوی ایران بوده است و در حال حاضر نیز به عنوان زیرشاخه امور جوانان در انجمن مزبور به فعالیت می‌پردازد.
سازمان جوانان اسپرانتیست ایران به همت محمدرضا ترابی، جمشید احمدی، عباس باغستانی و عبدالله حکیم نژاد در سال ۱۳۷۲ شکل گرفت و یک سال پس از آن، به عنوان زیرشاخه کشوری سازمان جهانی جوانان اسپرانتیست به رسمیت شناخته شد. نهاد رسمی این سازمان، ایرِه یو بولتِنو (IREJO-Bulteno، نخستین نشریهٔ اسپرانتوزبان در ایران) بود که از همان بدو تأسیس انجمن به طبع رسید و انتشار آن به‌صورت دو ماهانه و برای چهار سال ادامه یافت.
| دوره | رئیس              | نائب‌رئیس   | دبیر            | سایر اعضای هیئت‌رئیسه                    |
| ---- | ----------------- | ---------- | --------------- | --------------------------------------- |
| ۲۰۱۷ | حامد صوفی         | علی مرادی  | کیانوش همتی     | -                                       |
| ۲۰۱۸ | علی مرادی         | علی رنج‌پور | -               | شلر کریمی؛ نامی ارجمندی                 |
| ۲۰۱۹ | علی رنج‌پور        | -          | امین موحدی      | علی مرادی؛ حمید بابادی عکاشه؛ شلر کریمی |
| ۲۰۲۰ | حمید بابادی عکاشه | علی رنج‌پور | سید مجتبی جعفری | سارا خورشیدی                            |